# Pieter Schenk
Pieter Schenk (Elberfeld, 1655. − Leipzig, 1711.), njemački kartograf i graver koji je djelovao u Amsterdamu koncem 17. odnosno početkom 18. stoljeća.
Rođen je u njemačkom gradu Elberfeldu, a kasnije se preselio u Amsterdam gdje ga je podučavao G. Valck (1626. – 1726.). Dvojac je bio aktivan u proizvodnji i izdavanju arhitektonskih crteža, zemljovida, globusa i atlasa, među kojima su bila i reizdanja N. Sansona i J. Janssoniusa. Godine 1687. oženio se Valckovom sestrom Agathom, a kartografski obiteljski posao nakon smrti (1711.) nastavio je njegov sin P. Schenk mlađi.

## Opus
- Africa Elaboratissima : cum Privil. (Amsterdam, 1700.)
- America Septentrionalis. Novissima. America Meridionalis. accuratissima: cum Privil. (Amsterdam, 1700.)
- Asia Accuratissime Descripta : ex omnibus, quae hactenus extiterunt imprimio viri Ampliss. Nicolai Witsen, Consulis Amstelaedamensis exactissimis delineationibus; cum Privil. (Amsterdam, 1700.)
- Europa Excultissima: cum Privil (Amsterdam, 1700.)
- Nova et Accurata Belgii Hispanici Galliciq[ue] Tabula : cum privilegio DD Ordin Holla Westfrisiaeq[ue] (Amsterdam, 1700.)
- Superioris Atque Inferioris Alsatiae: Tabula Perquam Accurata et Exacta; Proximis Regionib. Iucunde Huic Insertis, Annexisque; Cum Privileg. Ord. Gen. Holl. et Westfri (Amsterdam, 1700.)
- Superioris ac Inferioris Bavariae Tabula Elegantissima Atque Exactißima Quippe ei Annexae Regiones, Ditiones, ac Praefecturae Finitimae: cum Privil (Amsterdam, 1700.)
- Treffen by Carpi. den 10 Jul. 1701 (Amsterdam, 1701.)
- Treffen by Chiari, den ersten September 1701 (Amsterdam, 1701.)
- Atlas contractus sive Mapparum Geographicarum Sansoniarum auctarum et correctarum nova congries (Amsterdam, 1703.)
- Continentis Italiae Pars Australior: Sive Regnum Neapolitanum; Hispaniae Obediens: Subdivisum In suos Districtus, Terras, Atque Principatus, Quibus adjectae Sicilia, In Valles tripartita et Contra Turcas ejus Propugnaculum Malta Insula (Amsterdam, 1703.)
- Corona Portugalliae et Algarbiae : Vetéris Hispaniae quondam Pars, Quae Lusitania audiit: Jam amplior, hic Suas in Provinçias et Dioeceses noviter distributas; cum privilegio (Amsterdam, 1703.)

## Poveznice
- Povijest kartografije

## Vanjske poveznice
- (engl.) Vintage Maps Pieter Schenk

Ostali projekti
|  | Zajednički poslužitelj ima stranicu o temi Pieter Schenk    |
|  | Zajednički poslužitelj ima još gradiva o temi Pieter Schenk |